# 卡薩拉
卡薩拉（阿拉伯语：‎）是蘇丹東北部卡薩拉省的首府，2008年人口為419,030，位於連接喀土穆和蘇丹港的主要幹道中途，是重要的貿易中心。自1960年代起，大量埃塞俄比亞和厄立特里亞的難民為逃避戰亂而遷入卡薩拉。自1980年代第二次蘇丹內戰，避難人群從蘇丹的南部和西部逃至卡薩拉。現時約160,000內流離失所的人群在城市外圍居住。卡薩拉地區的兒童死亡率是達爾富爾地區的兩倍。

## 外部連結
- Kassala program, Ockenden International
- FallingRain Map - elevation = 531m (Red dots are railways)

15°27′N 36°24′E / 15.450°N 36.400°E